# Маман
Маман (кирг. Маман, до 2010 годов — Октябрьское) — село в Ак-Суйском районе Иссык-Кульской области Кыргызстана. Административный центр Октябрьского аильного округа. Код СОАТЕ — 41702 205 832 01 0.

## Население
По данным переписи 2009 года, в селе проживало 1707 человек.

## История
Указом Президиумом ВС Кирг ССР от 19.04.1941 г. село Маман переименовано в Октябрьское, Маманский сельсовет в Октябрьский.